# Захаров, Вячеслав Трофимович
Вячеслав Трофимович Захаров (род. 14 декабря 1941, Хабаровск) — советский и российский музыкант; народный артист Российской Федерации (2004).

## Биография
Родился 14 декабря 1941 года в Хабаровске.
С 1956 по 1959 год играл в эстрадных оркестрах ЦПКиО, кинотеатров и Хабаровского цирка.
С 1959 по 1960 год сотрудничал с оркестром Александра Горбатых и гастролировал с ним в Белоруссии и Прибалтике.
В 1961 году окончил Хабаровское музыкальное училище году по классу кларнета.
С 1961 по 1965 год работал в Ансамбле песни и пляски Дальневосточного военного округа.
В 1966 году вошёл в джазовый квинтет пианиста и композитора Вадима Горовца (Виктор Иванов — гитара, Олег Кичигин — контрабас, Александр Цыгальницкий — ударные), с которым в мае 1967 года выступил на международном фестивале в Таллинне. В следующем году ансамбль выступил на фестивале в Москве (к группе присоединился молодой хабаровский трубач Александр Фишер), а одна из пьес его репертуара («Олео» Сонни Роллинса) была записана на фестивальную пластинку.
В 1968 году Вячеслав Захаров, вместе с коллегами по квинтету и при политической поддержке комсомола, инициировал и способствовал проведению в Хабаровске первого джаз-фестиваля, собравшего музыкантов Дальнего Востока СССР (но так и оставшегося безымянным). Однако, вследствие окончания «оттепели» и отсутствия перспектив профессиональной джазовой гастрольной карьеры, знаменитый ансамбль и фестиваль сохранить не удалось.
С 1974 года работал в ресторанах Хабаровска, организовывал отдельные джазовые мероприятия (например, концерт, посвященный Чарли Паркеру, 1981), с квартетом, в который входили пианист Анатолий Пономарёв, бас-гитарист Валерий Левин, гитарист Юрий Шевченко, барабанщик Александр Куликов.
В 1982 году, по инициативе Александра Фишера и при поддержке городского Клуба филофонистов при Дальневосточном Доме грампластинки и краевом отделении Хорового общества ВХО, г. Хабаровск, начал серию нечастых, но регулярных неформальных дневных субботних и воскресных выступлений местных джазовых музыкантов, т. н. «джазовых утренников», плавно перешедшую в малый и большой концертные залы филармонии и укрепившую бытование и репутацию джаза в городе.
В 1986 году поддержал Секцию джаза городского Клуба филофонистов Хабаровска в возрождении «джазово-фестивальной» традиции на Дальнем Востоке в виде (ежегодного, 1986—1991 гг.) дальневосточного фестиваля джаза и импровизационной музыки «ДЖАЗ-НА-АМУРЕ» и, в последующем, принимал в нём участие с различными собственными коллективами: с «Оркестром Клуба одиноких сердец младшего сержанта Захарова» («шведский состав», музыканты оркестра штаба КДВО, 1986 г.), с «юношеским квартетом» студентов ХабУИ (Константин Дусенко, ф-но; Александр Лисин, контрабас; Николай Урюпин, ударные, 1987 г.), с прежним квинтетом (Горовиц, Фишер, Кичигин, Цыгальницкий, + Аркадий Суздальницкий, скрипка, 1988 г.), со сводными, в основном, студенческими коллективами местных музыкантов (1989, 1990, 1991 гг.), соло (1991 г.; фестиваль под девизом «Наш вечнозелёный джазовый крёстный Захаров»/«Evergreen Godfather Jazz Zakharov» был посвящён его 50-летнему юбилею).
С некоторыми из упомянутых коллективов, а также в качестве приглашённого музыканта, выступал на фестивалях в Красноярске (1985, 1989, 1991, 1994), Владивостоке (1992, 2004), Абакане (1987,1989), Омске (1987), Таллинне (1988), и других городах.
С 1993 года активно сотрудничал с пианистом из Магадана Евгением Черноногом, и, с 1995 по 1999 годы, постоянно выступал на Аляске, часто с американскими партнерами. Выступал в Республике Корея и в Сингапуре.
В 1994 году закончил хабаровский государственный Институт искусств.
Ведёт класс саксофона и импровизации на эстрадно-джазовом отделении хабаровского Колледжа искусств, играет в его биг-бэнде и со студенческими комбо.
Длительное время работал в оркестре штаба КДВО (в настоящее время, ВВО), где и был представлен к званию Народного артиста РФ.

## Награды
- Заслуженный артист Российской Федерации (1994)
- Народный артист Российской Федерации (2004)